# Clésio Andrade
Clésio Andrade (Juatuba, 1952. október 12. –) brazil politikus. 2011 óta Minas Gerais állam szenátora a Szövetségi Szenátusban, előtte 2003 és 2006 közt az állam alelnöke volt.